# غلامحسین خان سردار محتشم
غلامحسین خان سردار محتشم (زاده ۱۲۴۲ منطقه بختیاری - درگذشته ۱۳۲۹ تهران) فرمانده نظامی و از رجال سیاسی دوره قاجار بود، که پس از انقلاب مشروطه، مصادف با سلطنت احمدشاه قاجار، دو دوره وزارت جنگ را برعهده داشت. وی از سران ایل بختیاری و فرزند امامقلی خان حاجی ایلخانی بود، که همراه با سردار اسعد بختیاری، در فتح تهران و به‌قدرت رسیدن مشروطه‌خواهان، نقشی کلیدی ایفا نمود. از برادران وی می‌توان به امیر مفخم بختیاری و نصیر خان سردار جنگ اشاره کرد. آقاخان بختیار (وزیر کار در دولت منوچهر اقبال)، عبدالمجید بختیار (نماینده ادوار ۲۱ و ۲۲ مجلس)، عبدالحمید بختیار (نماینده مجلس نوزدهم) و ابدال بختیار (نماینده مجلس بیستم) از فرزندان غلامحسین‌خان هستند.

## زندگی‌نامه
غلامحسین خان سردار محتشم در سال ۱۲۴۲ در منطقهٔ بختیاری زاده شد. وی ششمین پسر امامقلی خان حاجی ایلخانی و بی‌بی زینب بود، که عموزاده خود؛ دختر حسینقلی خان ایلخانی به نام زهرا بگم را به ازدواج خود درآورده بود. خانواده وی مشهور به حاجی ایلخانی، مؤسس جوانترین شاخه از هفت لنگ ایل بختیاری بود، که در آن دوره، سران آن لقب خوانین بزرگ داشتند. سردار محتشم بعد از فتح تهران در بعضی از کابینه‌ها حضور داشت. او در سالهای ۱۹۰۵، ۱۹۰۷ و ۱۹۱۲ میلادی ۳ بار ایل‌بیگی بختیاری و ۲ بار در سال ۱۳۲۵ ه‍. ق، و ۱۳۲۴ ه‍.ق سمت ایلخانی بختیاری را برعهده داشت. سردار محتشم یکی از متمول‌ترین خوانین بختیاری بود، به طوری که بعد از واقعه شلیل و خلع سلاح سربازان دولتی در منطقه بختیاری، دولت مرکزی مبلغ ۸۰ هزار تومان مالیات عقب‌افتاده قبلی را از او دریافت کرد. غلامحسین‌خان در سال ۱۳۰۵ به منظور معالجه راهی اروپا شد و در سال ۱۳۰۶ نیز به ایران بازگشت. از غلامحسین‌خان سردار محتشم فرزندان زیادی به جای ماند، که شناخته‌شده‌ترین آنها آقاخان بختیار، عبدالحمید بختیار، ابدال بختیار و مجید بختیار بودند.

## ایلخانی بختیاری
غلامحسین‌خان بعد از ۷ سال خدمت به محمدعلی شاه، هنگامی که وی هنوز شاهزاده بود، بین سال‌های ۱۳۳۳ تا ۱۳۴۰ ه‍. ق، ۲ بار ایل بیگی و ۲ بار ایلخانی بختیاری شد. او برای اولین بار در سال ۱۹۰۵ میلادی به عنوان ایل بیگی بختیاری انتخاب شد.

## فتح تهران
غلامحسین خان، در جریان فتح تهران و انقلاب مشروطه، ابتدا به خواست برادران خود، یعنی امیر مفخم بختیاری که فرمانده قشون دولتی بود و نصیر خان سردار جنگ، به نیروهای محمدعلی شاه در تهران پیوست، ولی بعد از فتح اصفهان توسط صمصام السلطنه و سواران بختیاری، به درخواست پسرعموی خود، سردار اسعد بختیاری، به قوای مشروطه خواهان پیوست و از آن پس، از رهبران مشروطه‌خواه شناخته شد. وی از معدود سران بختیاری بود، که پس از انقلاب مشروطه (۱۳۲۴–۱۳۲۷ ه‍.ق) نقشی ملی‌گرا داشت. سردار محتشم بعد از فتح تهران در دو کابینه حضور داشت. وی در فاصله سال‌های ۱۳۳۰ تا ۱۳۳۲ ه‍. ق، که حکومت در دست سران بختیاری بود نیز سمتی دولتی داشت.

## وزارت جنگ
پس از انقلاب مشروطه، مصادف با سلطنت احمدشاه قاجار، دو دوره وزارت جنگ را برعهده داشت. در نخستین کابینه‌ای که نجفقلی صمصام‌السلطنه تشکیل داد، در آغاز خودش عهده‌دار وزارت جنگ بود، اما در ترمیم کابینه‌اش در پنجم آذر ۱۲۹۰ غلامحسین‌خان سردار محتشم را به مقام وزارت جنگ منصوب کرد. وی تا پایان کار این کابینه، در جایگاه خود باقی ماند. با آغاز به کار دومین کابینه نجفقلی صمصام‌السلطنه در سال ۱۲۹۷ نخست برادر بزرگتر وی لطفعلی خان امیر مفخم به وزارت جنگ رسید و در پی استعفای امیر مفخم، غلامحسین‌خان برای دومین بار به وزارت جنگ رسید و تا انتهای فعالیت کابینه صمصام نیز در این جایگاه فعالیت کرد.

## جنگ جهانی اول
غلامحسین‌خان از معدود افراد خاندانش بود، که در سال ۱۳۱۲ به دستور رضاشاه دستگیر شد، ولی اعدام نگردید. او در جنگ جهانی اول در جناح متمایل به انگلیس‌ها بود. به طوری که انگلیسی‌ها از او خواستند، تا مهاجرین و طرفداران آلمان را که در منطقه بختیاری پناه گرفته بودند، دستگیر نماید.

## درگذشت
غلامحسین خان سردار محتشم، در سال ۱۳۲۹ ه‍.ش در تهران و به مرگ طبیعی درگذشت. از او به عنوان فردی ادیب، شجاع و درست‌کار یاد می‌شود.

## فرزندان
از غلامحسین خان سردار اشجع پسران زیادی باقی ماند. آقاخان بختیار بزرگ‌ترین پسر وی بود، که بعدها در کابینهٔ منوچهر اقبال، به وزارت کار منصوب شد و در دوره پانزدهم مجلس شورای ملی، نیز نماینده شهرکرد بود. آقاخان همچنین در جایگاه‌هایی چون: مدیرعاملی شرکت ملی نفت ایران، بانک مسکن و بانک کشاورزی رسید. از دیگر فرزندان وی که در دوره پهلوی اول و دوم در فضای سیاسی ایران فعالیت داشتند می‌توان به عبدالحمید بختیار، عبدالمجید بختیار و ابدال بختیار اشاره کرد.